# LaForrest Rock
LaForrest Rock är en kulle i Antarktis. Den ligger i Västantarktis. Nya Zeeland gör anspråk på området. Toppen på LaForrest Rock är 395 meter över havet.
Terrängen runt LaForrest Rock är varierad. Trakten är obefolkad. Det finns inga samhällen i närheten.